# Hallgrímur Jónasson
Hallgrímur Jónasson, född 4 maj 1986, är en isländsk fotbollsspelare som spelar i den isländska klubben Knattspyrnufélag Akureyrar. 
Jónasson spelar som back och inledde karriären i ÍF Völsungur Húsavík. Han värvades till Gais från Keflavík ÍF inför säsongen 2009 och skrev på ett femårskontrakt med den svenska klubben. I juli 2011 lånades Jónasson ut till SønderjyskE under resten av säsongen och under januari 2012 blev lånet permanent när Jónasson skrev på ett kontrakt till 2014.
Jónasson var tidigare lagkapten i det isländska U21-landslaget och har även spelat 14 landskamper i seniorlandslaget.